# Hermann Hansen
Hermann Hansen, nemški rokometaš, * 31. oktober 1912, † 28. junij 1944.
Leta 1936 je na poletnih olimpijskih igrah v Berlinu v sestavi nemške rokometne reprezentance osvojil zlato olimpijsko medaljo.